# 津田ゆかり
津田 ゆかり（つだ ゆかり、1965年5月12日 - ）は、日本の元女優。神奈川県小田原市出身。本名は津田 由香里（読み同じ）。

## 来歴・人物
1982年に行われた「角川映画大型新人女優募集」で準グランプリを受賞し芸能界入りする（グランプリは渡辺典子、特別賞に原田知世）。角川製作の映画やテレビドラマに多数出演するも、1986年頃に引退。
映画『時をかける少女』で共演した高柳良一と結婚したという噂がネット上で広まっているが誤りである。

## 出演作品

### 映画
- 汚れた英雄（1982年、東映） - レースクイーン 役
- 時をかける少女（1983年、東映） - 神谷真理子 役
- 愛情物語（1984年、東映） - 篠崎真理 役
- キャバレー（1986年、東宝） - スターダスト・ホステス 役

### テレビドラマ
- ねらわれた学園（1982年、フジテレビ） - 谷平めぐみ 役
- 早春物語（1986年、TBS） - 沖野光子 役